# Idumala
Idumala (en georgiano: იდუმალა; en armenio: Դամալա) es un pueblo de Georgia ubicado en el centro de la región de Mesjetia-Yavajetia, siendo parte del municipio de Aspindza. 

## Geografía
Idumala se encuentra en la margen derecha del río Kurá, a 3 kilómetros de Aspindza.   

## Demografía
La evolución demográfica de Idumala entre 2002 y 2014 fue la siguiente:
| 386                                             | 299 |
| (Fuente: Population of Georgia in Soviet times) |     |

Según el censo de 2014, el 96% de la población son georgianos y el 4%, armenios.